# Henriette de France (1727-1752)
 (juin 2024).
Si vous disposez d'ouvrages ou d'articles de référence ou si vous connaissez des sites web de qualité traitant du thème abordé ici, merci de compléter l'article en donnant les références utiles à sa vérifiabilité et en les liant à la section « Notes et références ».
Pour les articles homonymes, voir Henriette de France.
Signature
Anne-Henriette de France, dite Madame Seconde puis Madame Henriette, est née le 14 août 1727 au château de Versailles et y est morte le 10 février 1752. Elle est l'une des huit filles qu'eurent Louis XV et Marie Leszczynska sur les dix enfants qu'ils eurent. Sœur jumelle de Louise-Élisabeth de France, duchesse de Parme, et fille préférée du couple royal, elle est connue pour sa douceur et sa gentillesse. 

## Biographie

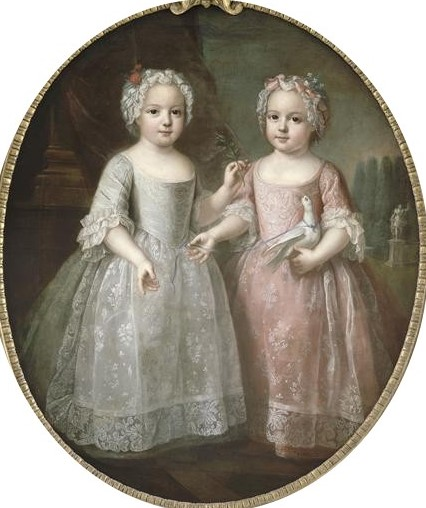
Henriette et sa sœur jumelle Louise-Élisabeth (vers 1737) par Pierre Gobert.

### Un mariage royal
Succédant à son arrière-grand-père Louis XIV, dont le règne brillant fut un des plus longs que l'histoire ait connus, le roi Louis XV, orphelin de bonne heure, était âgé de 5 ans et six mois lors de son avènement. Son oncle et plus proche parent mâle étant le roi d'Espagne, Philippe V, qui avait renoncé à contre-cœur pour lui et ses descendants à la couronne de France, la régence fut assumée par Philippe d'Orléans, neveu et gendre du défunt roi.

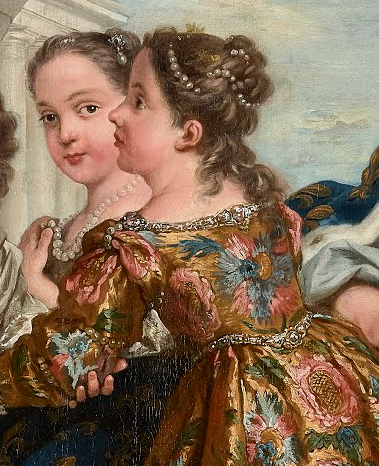
Henriette et sa sœur jumelle Louise-Élisabeth enfants, 1727.

Sacré en octobre 1722 à Reims, le jeune Louis XV fut déclaré majeur en février 1723. Il confia le pouvoir à l'ex-régent qui mourut en décembre de la même année. À peine âgé de 13 ans, le roi orphelin confia le pouvoir à un autre membre de sa famille, Louis IV Henri de Bourbon-Condé. Celui-ci, gouverné par sa mère et surtout sa maîtresse, se posait en rival des Orléans et chaque maladie du jeune roi le mettait en transe. En 1724, la duchesse douairière d'Orléans, dans l'expectative de la mort du roi adolescent et convoitant le trône pour son propre fils maria ce dernier prestement. En février 1725, le roi qui venait de fêter son quinzième anniversaire, se trouva une fois encore malade. Le duc de Bourbon n'hésita plus.
Il voulut marier le roi afin de contrecarrer les partisans de Louis d'Orléans qui avait trouvé en son épouse l'amour de sa vie. Le but était de donner au plus vite une descendance à la maison de Bourbon, décimée par les maladies et les accidents entre 1711 et 1715. Cependant, le duc de Bourbon n'élit pas une princesse issue des grandes dynasties catholiques européennes régnantes. Sa maîtresse, craignant l'influence que pourrait prendre sur le jeune souverain une épouse digne de son rang, choisit une princesse en exil, fille d'un roi de Pologne fantoche imposé par la Suède puis chassé par les Russes et les Autrichiens : Marie Leszczynska. Le duc de Bourbon souhaitait surtout une princesse en âge de donner un hériter au trône dans le cas où le roi ne survivrait pas.
La jeune femme avait sept ans de plus que son futur époux, et pouvait être considérée comme une vieille fille de province, ne connaissant rien à la vie de cour. La maîtresse du duc calculait que, par reconnaissance, la nouvelle reine lui serait totalement soumise. Cependant, dès l'année suivante, le duc, particulièrement impopulaire, perdait la confiance du roi, se trouvait disgracié, séparé de sa maîtresse et reclus dans un de ses châteaux tandis que sa maîtresse trouvait une mort prématurée. La jeune reine, qui avait voulu s'entremettre, s'y prit si mal qu'elle perdit à jamais l'influence politique qu'elle aurait pu avoir sur son mari. Néanmoins, le roi gardait son affection à son épouse qui conservait sa mission de devenir la mère du futur héritier.

### Une famille nombreuse

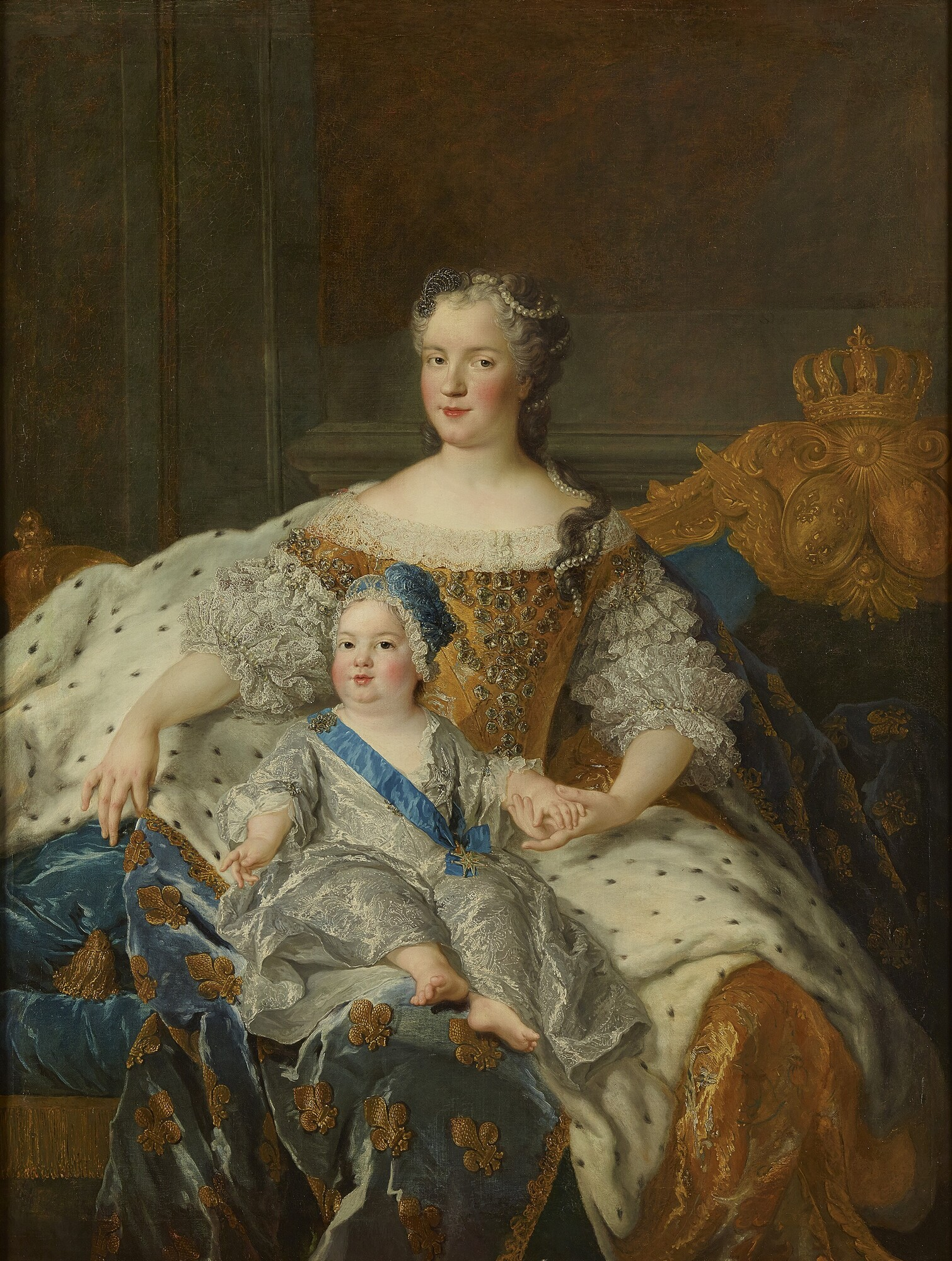
Marie Leszczyńska, reine de France et le Dauphin Louis par Alexis Simon Belle, vers 1730.

L'année suivante, une autre fille vint au monde (qui ne vécut que 5 ans) mais en 1729 naquit enfin le dauphin tant espéré. Cela faisait 68 ans qu'un dauphin n'était pas né en France et la naissance de l'héritier du trône fut célébrée avec faste. En 1730, un petit duc d'Anjou prit le second rang dans la succession royale mais le rendit après trois ans d'existence. De 1732 à 1737 les naissances de cinq filles se succédèrent.
En 1738, une fausse-couche obligea les médecins à déclarer à la reine qu'une onzième grossesse lui serait fatale. Sans rien oser dire et encore moins prévenir son mari, la reine, qui s'était parfois plainte de ses nombreuses grossesses, ferma sa porte au roi qui, toujours jeune homme tandis que la reine devenait une vieille femme, commença la carrière d'adultère qui le rendit si impopulaire.
Peut-être pour des raisons d'économie, le cardinal de Fleury qui tenait les fonctions de premier ministre convainquit alors le roi, qui l'aimait comme un père, de confier l'éducation de ses filles - qui ne jouaient aucun rôle à la cour - au plus prestigieux couvent de France, l'abbaye de Fontevrault dont l'abbesse était toujours une dame de la plus haute noblesse : si les jumelles étaient dispensées du voyage (on songeait déjà à marier l'aînée), la pétillante Madame Adélaïde, du haut de ses six ans, sut au dernier moment attendrir son père et resta à Versailles avec ses aînées et son frère tandis que les filles cadettes, Victoire, 5 ans,  Sophie, 4 ans,  Thérèse-Félicité, 2 ans et Louise, 1 an,  quittèrent la cour pour un lieu moins corrompu et recevoir une éducation qui les rendrait apte à tenir leur rang.

### Une série de mariages
L'année suivante, Madame Élisabeth, 12 ans, fut mariée à l'infant Philippe d'Espagne, 19 ans, troisième fils du roi Philippe V d'Espagne. Il s'agissait de consolider l'union entre les branches française et espagnole de la maison de Bourbon. Les souverains espagnols avaient été humiliés par la rupture des fiançailles de Louis XV avec l'infante Marie-Anne-Victoire en 1725. En signe de réconciliation, le dauphin était promis à l'infante Marie-Thérèse et Élisabeth devait épouser l'infant. Le mariage n'était guère brillant pour la fille aînée du plus puissant roi d'Europe : l'infant, troisième dans l'ordre de succession n'était pas appelé à ceindre la couronne. La princesse devrait laisser le pas à ses belles-sœurs, une infante de Portugal et une duchesse de Saxe, princesses issues de dynasties moins prestigieuses sans parler de sa belle-mère, née princesse de Parme. Fière de son sang, la jeune princesse vécut mal cette relégation. La séparation des trois enfants aînés du roi fut déchirante. « Hélas, c'est pour toujours ! » se lamentait le dauphin du haut de ses dix ans. En 1741, la jeune infante d'Espagne donna une fille à son mari qui combattait en Italie pendant la guerre de Succession d'Autriche. Louis XV devenait grand-père à 31 ans.

### Jeunesse

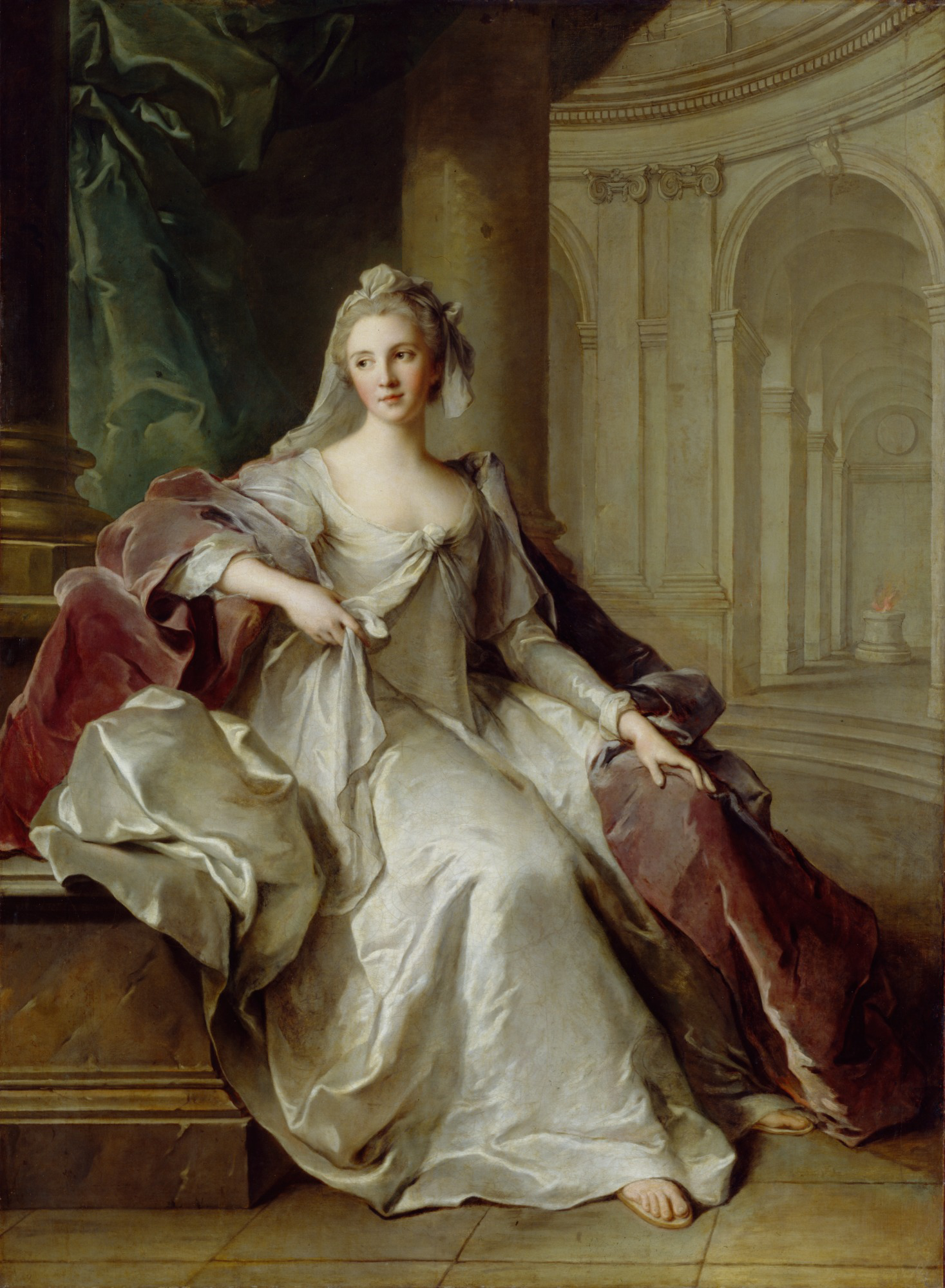
Madame Henriette de France en vestale par Jean-Marc Nattier, vers 1749.

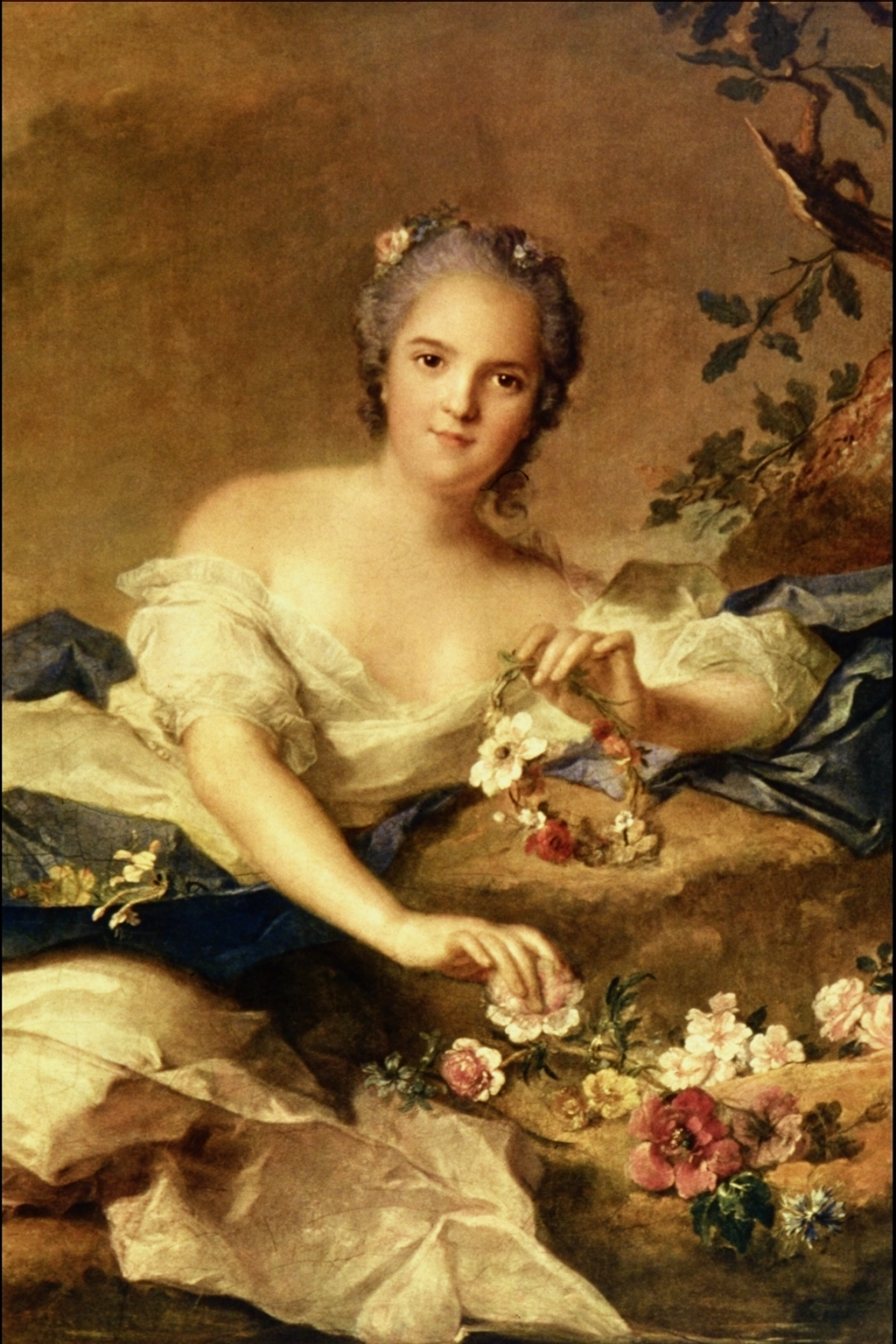
Madame Henriette de France par Jean-Marc Nattier, 1742.

Le mariage de sa sœur jumelle « promut » Madame Henriette, âgée de 12 ans, au rang de fille aînée du roi présente à la cour. A ce titre, la cour l'appela simplement « Madame » sans mentionner son prénom. 
Quelques années plus tard, alors qu'elle avait 13 ans, la rumeur lui prêta une idylle avec son cousin le duc de Chartres, 15 ans. Le roi, qui posa d'abord sur cette idylle un regard bienveillant, dut finalement sur les conseils du cardinal de Fleury, pour des raisons diplomatiques, s'opposer à ce mariage qui aurait trop élevé le futur chef de cette branche cadette de la maison de France et aurait alors indisposé Philippe V, plus proche successeur du roi au cas où le dauphin Louis mourût sans descendance mâle survivante. La princesse en conçut un vif chagrin. Le roi, qui fut toujours un père aimant mais timide, eut la délicatesse de ne jamais chercher à la marier. Quant au duc de Chartres, il épousa en 1743 une cousine de la branche cadette de la maison de Bourbon-Conti.
Comme son frère et ses sœurs, Madame Henriette se passionna pour la musique. En témoigne le célèbre portrait de Jean-Marc Nattier, Madame Henriette jouant de la basse de viole, instrument qu'elle étudia avec Forqueray. 
On célébra en 1745 le mariage convenu du dauphin âgé de 15 ans avec l'infante d'Espagne qui en avait alors 18. Au cours des fêtes qui suivirent, le roi rencontra la châtelaine d'Étiolles, charmante jeune femme du monde de la finance. Le roi en fit rapidement sa maîtresse et, pour qu'elle pût être présentée à la cour et y tenir une charge, la titra marquise de Pompadour. La reine se résigna à la présence de cette quatrième favorite royale qui, à la différence des trois premières issues de la haute noblesse, la traitait avec respect et ménagement.
L'année suivante la dauphine mit au monde son premier enfant. L'accouchement lui fut fatal et elle mourut à peine âgée de 20 ans. Le dauphin était inconsolable. Déjà la cour d'Espagne proposait une autre infante, sœur cadette de la défunte. Le roi n'avait plus d'intérêt à trop resserrer ses liens avec l'Espagne. La marquise de Pompadour, proche du maréchal de Saxe (qui avait conquis les Pays-Bas autrichiens), proposa la princesse Marie-Josèphe de Saxe, nièce du maréchal. Le roi acquiesça. Le Dauphin ne put qu'obéir mais, tout à sa douleur et encore très jeune, traitait avec froideur sa très jeune mais très intelligente épouse. La Dauphine trouva en Madame Henriette une alliée précieuse qui amena peu à peu son frère à découvrir les qualités de sa femme. Le couple delphinal fut très uni et donna huit enfants — dont cinq fils — à la couronne. La succession du roi était largement assurée.
À cette époque, les filles du roi (sauf Madame Thérèse-Félicité décédée en 1744), ayant terminé leur éducation à Fontevraud, revinrent à la cour et la famille fut de nouveau réunie. Vivant dans un monde fermé et hostile sous le joug des codes d'une étiquette rigide, les jeunes princesses suivent aveuglément leur frère qu'elles adulent, se prêtent avec lui à des jeux parfois morbides mais innocents et prennent dérisoirement parti pour leur mère contre la favorite royale que le prince surnomme « Maman Putain ». 
En 1748, le traité d'Aix-la-Chapelle mit fin à la guerre de succession d'Autriche ; le roi renonça aux Pays-Bas autrichiens qu'avait conquis le maréchal de Saxe et borna ses ambitions à soutenir les prétentions de la reine d'Espagne sur le petit duché de Parme — ce qui permettait à sa fille de devenir souveraine. Cette politique  rendit le roi impopulaire. Sa liaison avec une bourgeoise attisait la rancœur de la noblesse, rancœur qui se répandait dans l'opinion publique. Enfermé au sein de sa cour, de plus en plus éloigné de ses sujets, le roi perdait sans le savoir l'amour de ses peuples.

### Décès
En 1749, la duchesse de Parme visita la cour de France. Elle venait remercier son père de l'avoir faite souveraine d'un état (fut-il minuscule) et ne pas l'avoir laissé croupir en tant qu'infante d'Espagne. Le dauphin et Madame furent très heureux de retrouver leur soeur et le cadettes de faire connaissance avec leur soeur aînée. Ayant mûri et grandi, la duchesse de Parme menait avec elle sa fille Marie-Isabelle de Bourbon-Parme, 7 ans, dont la fraîcheur et l'intelligence charmèrent non seulement la famille royale mais toute la cour. En revanche, plus expérimentée que ses soeurs, la duchesse de Parme ne participa pas aux cabales contre la favorite royale mais la traita avec une bienveillance toute politique. Elle partit bientôt sans enthousiasme pour ses états après de adieux émouvants.
En 1751, la dauphine donna le jour à un fils  appelé à succéder un jour à la couronne de France et de Navarre. L'enfant fût titré duc de Bourgogne. Comme tous les Bourbon depuis 150 ans, l'enfant reçut le prénom Louis. Grand-père à l'âge de 41 ans et voyant sa succession consolidée, le roi fit célébrer l'évènement avec magnificence sans savoir que ces festivités marquaient le terme des temps heureux du règne avant une longue période de troubles, de deuils et de défaites dont la mort de "Madame" fut le prélude.

### La mort de l'enfant préférée du roi
De santé délicate, Madame Henriette contracta la petite vérole  à la suite d'une course en traîneau avec son père sur un canal gelé. Elle décéda prématurément le 10 février 1752, à l'âge de 24 ans, La fièvre emporta la douce et sage enfant préférée de Louis XV, après une existence solitaire et effacée mais non pas stérile. Par sa douceur et sa bienveillance, elle avait acquis la confiance et l'affection de sa parenté. La famille royale fut très affectée par la mort de la princesse. Sa cadette, la tempétueuse Adélaïde de France, âgée de 19 ans, hérita de la dignité de fille aînée du roi et de l'appellation "Madame". Si la cour reçut la nouvelle avec la dignité requise, le peuple maugréa que la mort de sa fille préférée était pour le roi un châtiment divin. La mort de la princesse inaugura une danse macabre qui emportera nombre de proches du roi jusqu'à la mort de la reine en 1768.